# Tradescantia
Tradescantia es un género de plantas herbáceas y perennes perteneciente a la familia de las commelináceas y originario del Nuevo Mundo. Comprende setenta y cinco especies que se distribuyen desde el sur de Canadá hasta el norte de Argentina. Introducidas como plantas ornamentales en Europa en el siglo XIX, se siguen utilizando con ese fin en casi todo el mundo. La importancia económica del género también radica en la posibilidad que tienen sus especies de convertirse en malezas de cultivos y en su utilización como bioindicadores para la determinación de la presencia de mutágenos en el medio ambiente.
Sus especies, además, han sido objeto de numerosos estudios citogenéticos debido a que han evolucionado a través de cambios cromosómicos de diversa naturaleza, tanto estructurales como numéricos. 

## Descripción

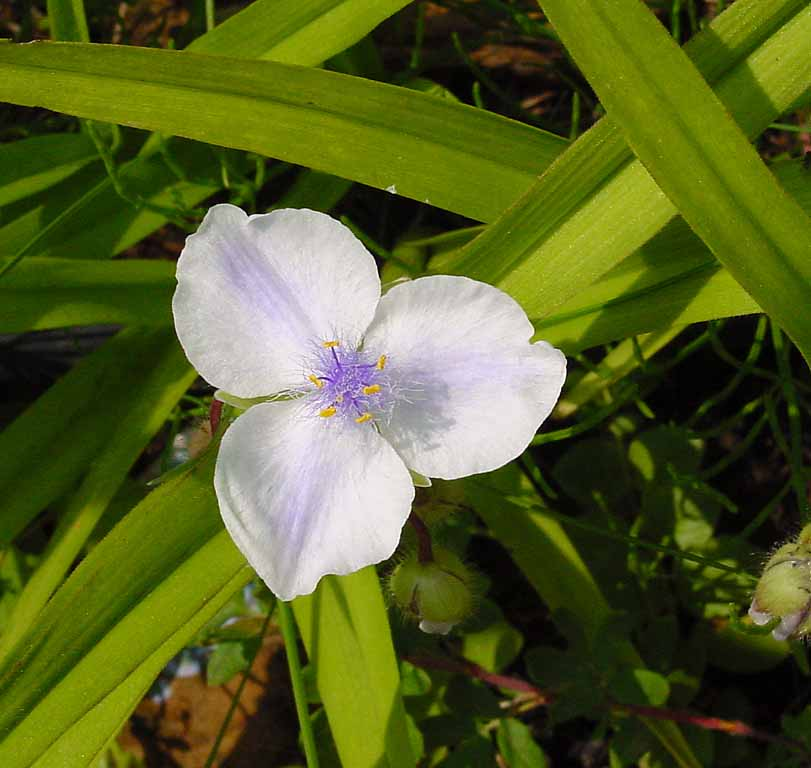
Detalle de una flor del cultivar Tradescantia × andersoniana 'Osprey'. Pueden observarse los tres pétalos y los 6 estambres pilosos.

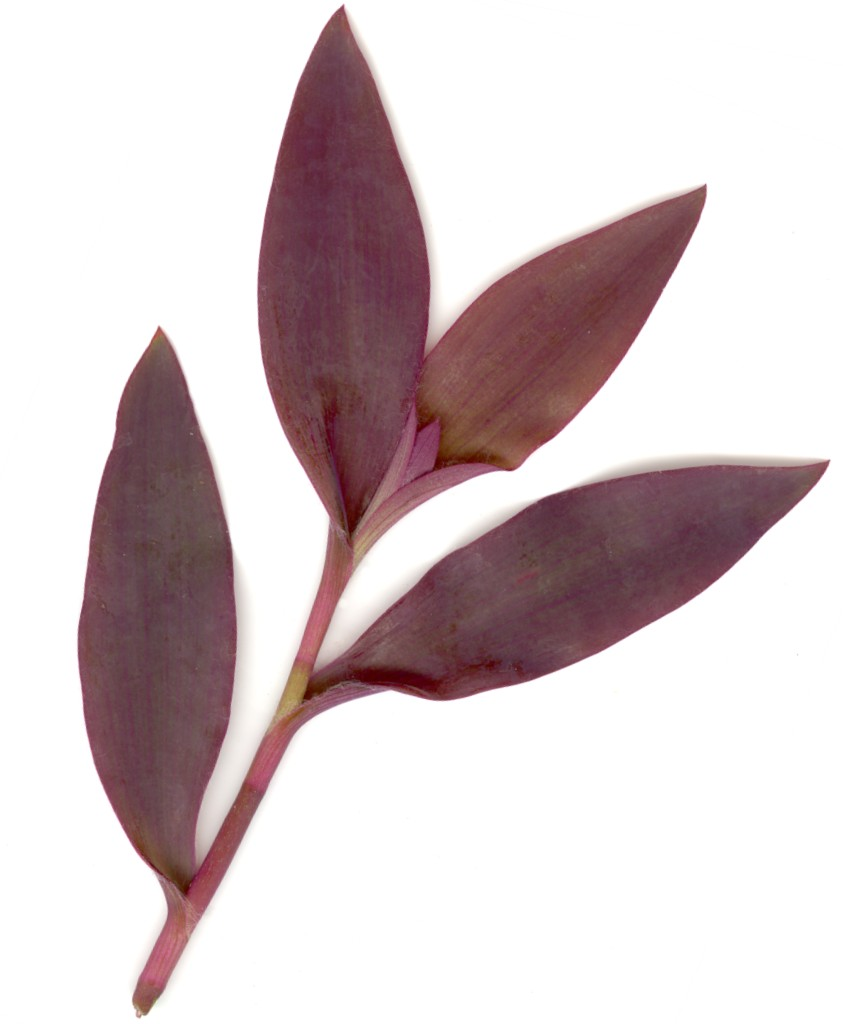
Aspecto de una sección de tallo con hojas de Tradescantia pallida

Los miembros de este género son plantas herbáceas y perennes de hábito decumbente, postrado o erguido, escalador , o cespitoso. Alcanzan los 30 a 60 cm de altura. Pueden tener raíces tuberosas además de raíces finas adventicias, que surgen de los nudos de los tallos. Los tallos pueden ser simples o ramificados. Las hojas, de forma aovada o lineal-lanceolada, se hallan dispuestas en forma espiralada a lo largo de los tallos o pueden ser dísticas, con la lámina foliar entera y sésil o raramente peciolada. Las inflorescencias son terminales o axilares y pueden ser pares de cimas, cimas sésiles, umbelas y se hallan protegidas por una bráctea espatácea. Esta bráctea puede ser similar a las hojas normales de la planta o bien, estar muy diferenciada. 
Las flores son hermafroditas, actinomorfas (es decir, con simetría radial). Los pedicelos son muy cortos o pueden estar muy desarrollados en algunas especies. El cáliz está compuesto por 3 sépalos libres, cóncavos, o naviculares, verdes o petaloideos. La corola está formada por 3 pétalos libres, de color blanco, rosado, azul o violeta. Los estambres son 6, perfectos, libres entre sí, con los filamentos filiformes, provistos de largos pelos o bien glabros. Las anteras presentan dos tecas, con el conectivo ancho y divergente. El gineceo es de ovario súpero, sésil, trilocular, con los lóculos con dos óvulos. El estilo es simple, y el estigma capitado. El fruto es una cápsula loculicida con dos semillas por lóculo (una en el caso de Tradescantia spathaceae), con el hilo oblongo a linear.

## Taxonomía

### Evolución cromosómica
El número cromosómico básico del género es x=6 y x=8. aunque se han citado especies con otros números cromosómicos, tales como 14, 15, 22, 28 y 30 en Tradescantia commelinoides, y 40, 50, 60, 108, 132, 140 y 144 en Tradescantia fluminensis. Esta variabilidad en el número de cromosomas entre y dentro de las especies de Tradescantia indica que la poliploidía y la aneuploidía han jugado un papel central en la evolución de las especies del género.
No obstante, los cambios en el número de cromosomas también han estado acompañados de cambios en la estructura cromosómica de estas especies. Así, son frecuentes los cambios Robertsonianos (fusiones y fisiones cromosómicas, las cuales son variaciones en el número de cromosomas que surgen por fusión de dos cromosomas acrocéntricos (los de un solo brazo) en un solo cromosoma de dos brazos, —lo que determina una disminución del número haploide—, o al contrario, por fisión de un cromosoma en dos cromosomas acrocéntricos, en este caso aumentando el número haploide. Además, las translocaciones cromosómicas son también frecuentes entre las especies de Tradescantia. En algunos casos, como el de Tradescantia spathacea, los 12 cromosomas del cariotipo participan de translocaciones recíprocas.

## Hibridación entre especies
Las especies de Tradescantia se cruzan entre sí en la naturaleza ya que, al parecer, no existen barreras a la hibridación o mecanismos de aislamiento reproductivo entre gran parte de ellas. Esas hibridaciones o cruzamientos determinan la producción de híbridos fértiles, los que a su vez, forman enjambres híbridos sobre los cuales actúa la selección natural para seleccionar las variantes más adaptadas. Ese proceso puede dar origen a nuevas especies, tal como el caso de Tradescantia × andersoniana la cual proviene de la hibridación entre 3 especies diferentes: T. ohiensis, T. subasper y T. virginiana. En otros casos, los cruzamientos interespecífcios seguidos de retrocruzamientos hacia una de las especies parentales dan lugar a la introgresión de genes desde una especie hacia otra. Tal es el caso de la introgresión de T. canaliculata en T. occidentalis y de T. canaliculata en T. bracteata.

## Etimología
Carlos Linneo dedicó este género en honor de John Tradescant Jr. (1608-1662), naturalista y viajero, quien introdujo en el Reino Unido numerosas especies de plantas americanas recolectadas en las tres expediciones que realizó a Virginia (Estados Unidos). La primera especie descrita del género fue Tradescantia virginiana, nativa del este de Estados Unidos (de Maine a Alabama) y en el sur de Ontario en Canadá. Fue introducida a Europa en 1629, donde se la cultivó en los jardines como planta ornamental.

## Especies

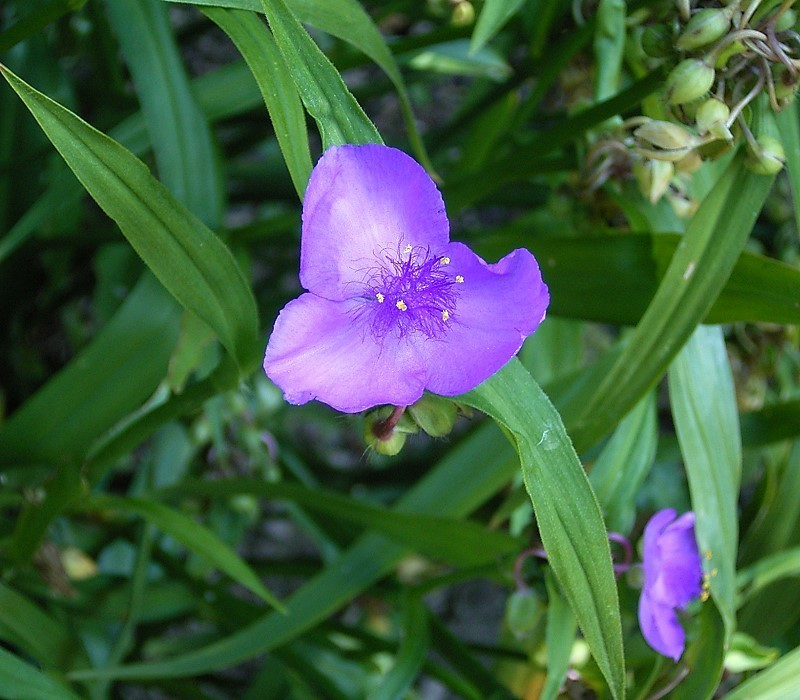
Tradescantia ohiensis

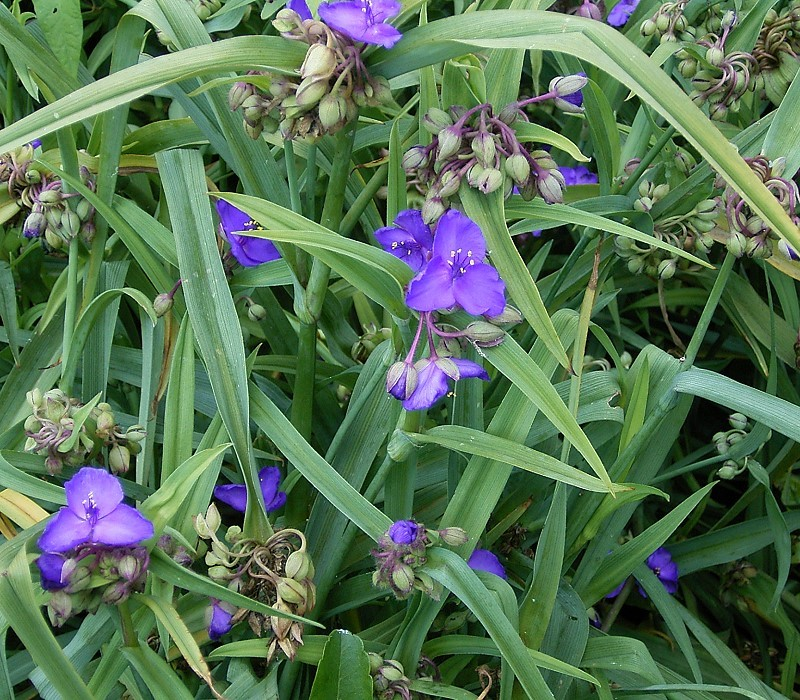
Tradescantia virginiana, cultivada como planta ornamental en muchos países

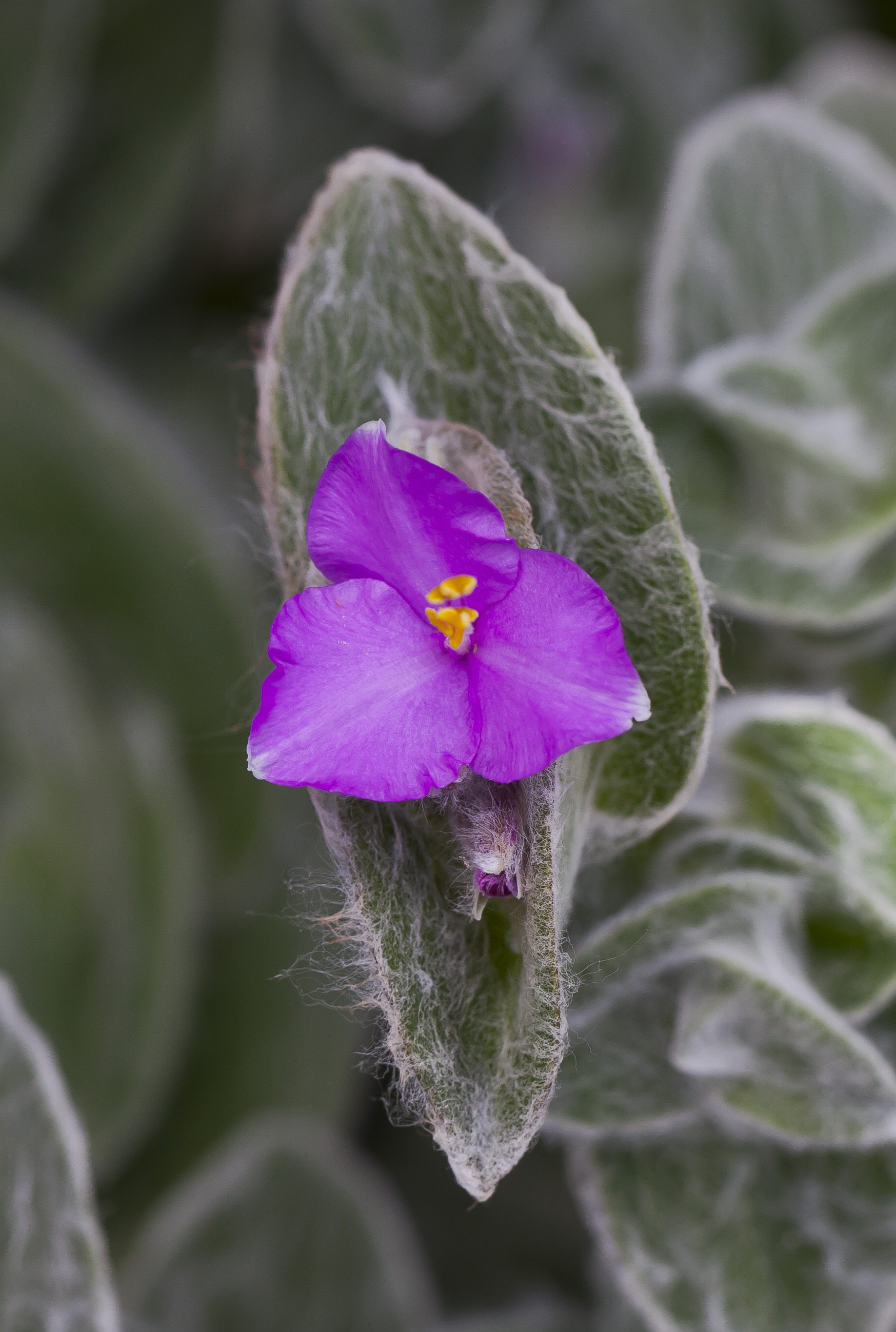
Tradescantia sillamontana, obsérvense las hojas cubiertas con pelos lanosos

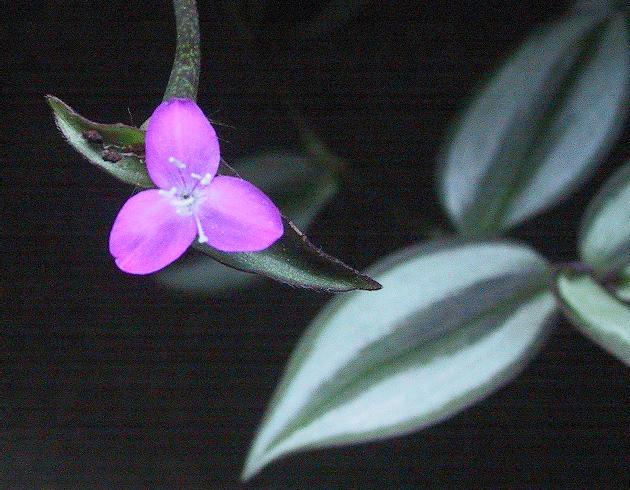
Tradescantia zebrina es una planta ornamental muy popular

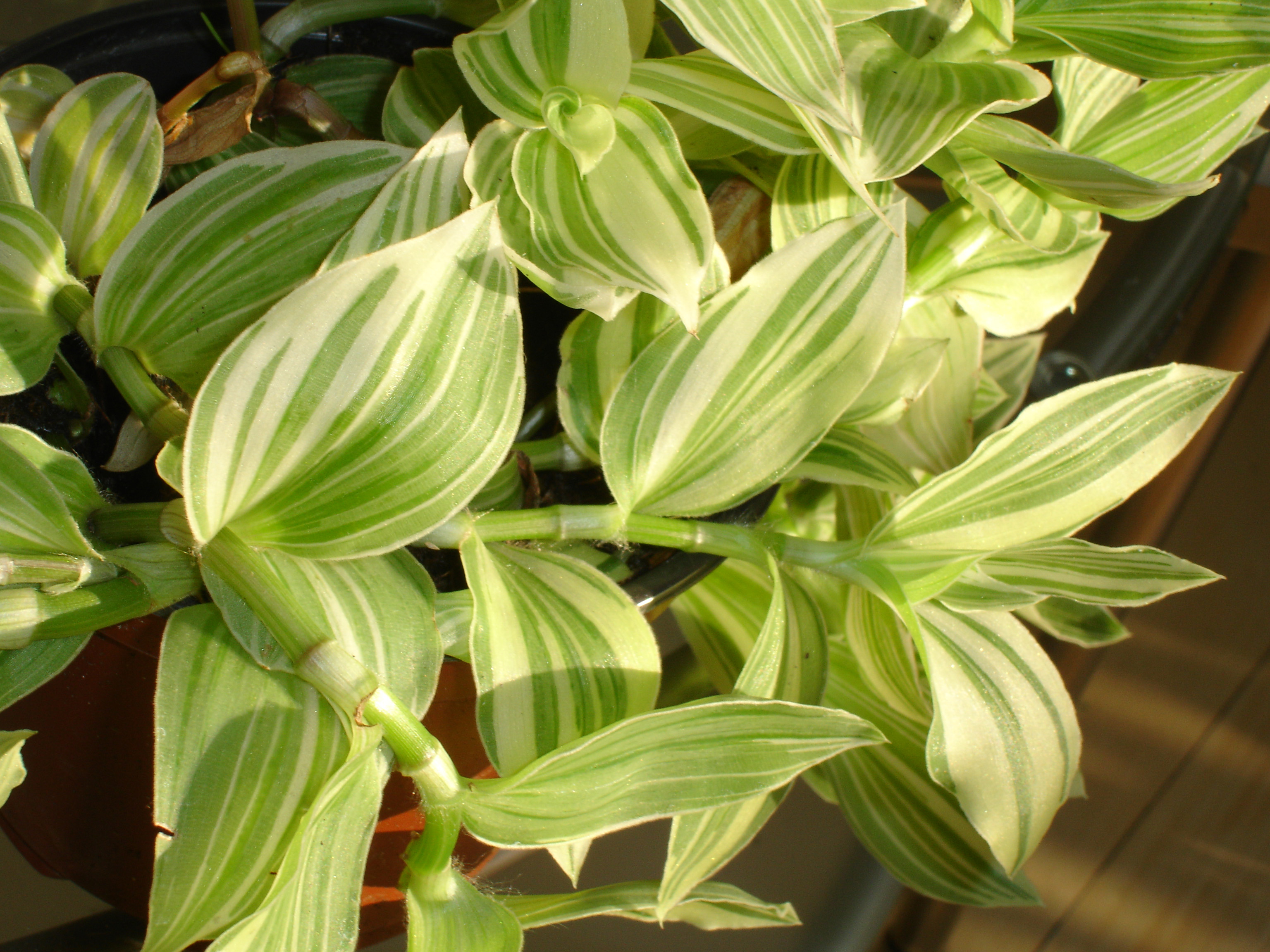
Variedad con hojas variegadas de Tradescantia fluminensis, cultivada como planta ornamental en muchos países

Tradescantia es el género más grande de commelináceas del Nuevo Mundo e incluye algunos taxones que tradicionalmente han sido tratados como géneros separados: Rhoeo, Zebrina y Setcreasea. Estos últimos actualmente se consideran sinónimos de Tradescantia.
El nombre científico de las especies del género, junto con su sigla correspondiente, publicación válida y distribución geográfica de cada una, se provee a continuación.
- Tradescantia ambigua Mart. ex Schult. & Schult.f., En: J. J. Roemer & J. A. Schultes, Syst. Veg. 7: 1170 (1830). Perú y Brasil.
- Tradescantia anagallidea Seub., en C. F. P. von Martius & auct. suc. (eds.), Fl. Bras. 3(1): 249 (1855). Brasil a noreste de  Argentina.
- Tradescantia × andersoniana W.Ludw. & Rohweder, Feddes Repert. Spec. Nov. Regni Veg. 56: 282 (1954). Resultado de la hibridación entre T. ohiensis × T. subasper × T. virginiana. Noreste de Estados Unidos.
- Tradescantia andrieuxii C.B.Clarke, en A.L.P.P.de Candolle & A.C.P.de Candolle, Monogr. Phan. 3: 291 (1881). México.
- Tradescantia boliviana (Hassk.) J.R.Grant, Novon 14: 299 (2004). Bolivia. (sin: Mandonia boliviana Hassk.)
- Tradescantia brachyphylla Greenm., Proc. Amer. Acad. Arts 33: 471 (1898). México.
- Tradescantia bracteata Small ex Britton, en N.L.Britton & A.Brown, Ill. Fl. N. U.S. 3: 510 (1898). Norte y Centro de Estados Unidos.
- Tradescantia brevifolia (Torr.) Rose, Contr. U. S. Natl. Herb. 3: 5 (1895). Sudoeste de Texas a México (Coahuila, Nuevo León).
- Tradescantia buckleyi (I.M.Johnst.) D.R.Hunt, Kew Bull. 30: 451 (1975). Sur de Texas a México (Tamaulipas). (sin.: Setcreasea buckleyi I.M.Johnst).
- Tradescantia burchii D.R.Hunt, Kew Bull. 33: 403 (1979). México (Jalisco).
- Tradescantia cerinthoides Kunth, Enum. Pl. 4: 83 (1843). Sur de Brasil.
- Tradescantia cirrifera Mart., Ausw. Merkw. Pfl. 2: 10, t. 7 (1830). Noreste de  México.
- Tradescantia commelinoides Schult. & Schult.f., en J.J.Roemer & J.A.Schultes, Syst. Veg. 7: 1176 (1830). México a Honduras.
- Tradescantia crassifolia Cav., Icon. 1: 54 (1791). México a Guatemala. 
  - Tradescantia crassifolia var. acaulis (M.Martens & Galeotti) C.B.Clarke, en A.L.P.P.de Candolle & A.C.P.de Candolle, Monogr. Phan. 3: 293 (1881). Centro de México (a Hidalgo).
  - Tradescantia crassifolia var. crassifolia. México a Guatemala.
- Tradescantia crassula Link & Otto, Icon. Pl. Rar.: 13 (1828). Brasil a Argentina (Provincia de Misiones).
- Tradescantia cymbispatha C.B.Clarke, en A.L.P.P.de Candolle & A.C.P.de Candolle, Monogr. Phan. 3: 296 (1881). Sur de Ecuador a Bolivia, sudeste de Brasil.
- Tradescantia deficiens Brandegee, Univ. Calif. Publ. Bot. 6: 177 (1915). Sudeste de México a Guatemala.
- Tradescantia edwardsiana Tharp, Rhodora 34: 57 (1932). Texas.
- Tradescantia ernestiana E.S.Anderson & Woodson, Contr. Arnold Arbor. 9: 58 (1935). Estados Unidos.
- Tradescantia exaltata D.R.Hunt, Kew Bull. 41: 406 (1986). México (Oaxaca, Chiapas).
- Tradescantia fluminensis Vell., Fl. Flumin. 3: 140, t. 152 (1829). Brasil al  norte de Argentina.
- Tradescantia gentryi D.R.Hunt, Kew Bull. 62: 141 (2007). México (Sinaloa, Sonora).
- Tradescantia gigantea Rose, Contr. U. S. Natl. Herb. 5: 205 (1899). Texas a Luisiana (Estados Unidos).
- Tradescantia gracillima Standl., Publ. Field Columb. Mus., Bot. Ser. 8: 135 (1930). Sur de México a Ecuador.
- Tradescantia grantii Faden, Novon 11: 31 (2001). Costa Rica.
- Tradescantia guatemalensis C.B.Clarke ex J.D.Sm., Bot. Gaz. 18: 210 (1893). Sur de México a Nicaragua.
- Tradescantia guiengolensis Matuda, Anales Inst. Biol. Univ. Nac. México 37: 76 (1967). México (Oaxaca).
- Tradescantia gypsophila B.L.Turner, Phytologia 52: 369 (1983). Noreste de México.
- Tradescantia hirsuticaulis Small, Bull. Torrey Bot. Club 24: 233 (1897). Oklahoma a sudeste de  Estados Unidos.
- Tradescantia hirsutiflora Bush, Trans. Acad. Sci. St. Louis 14: 184 (1902). Centro y sudeste de  Estados Unidos
- Tradescantia hirta D.R.Hunt, Bot. Mag. 180: 122 (1975). México (Sudeste de  Coahuila, W. Nuevo León, Noreste San Luis Potosí).
- Tradescantia huehueteca (Standl. & Steyerm.) D.R.Hunt, Kew Bull. 38: 132 (1983). Sudeste de  México a Guatemala.
- Tradescantia humilis Rose, Contr. U. S. Natl. Herb. 5: 204 (1899). Centro y sudeste de  Texas.
- Tradescantia leiandra Torr., en W.H.Emory, Rep. U.S. Mex. Bound. 2(1): 224 (1858).  Sudoeste de Texas a noreste México (Coahuila, Nuevo León).
- Tradescantia llamasii Matuda, Anales Inst. Biol. Univ. Nac. México 26: 68 (1955). México (Estado de México, Oaxaca).
- Tradescantia longipes E.S.Anderson & Woodson, Contr. Arnold Arbor. 9: 91 (1935). Este de  Estados Unidos.
- Tradescantia masonii Matuda, Anales Inst. Biol. Univ. Nac. México 26: 409 (1956). México (Sinaloa).
- Tradescantia maysillesii Matuda, Anales Inst. Biol. Univ. Nac. México 30: 109 (1960). México (Durango).
- Tradescantia mcvaughii D.R.Hunt, in Fl. Novo-Galiciana 13: 185 (1993). Sudoeste de  México.
- Tradescantia mirandae Matuda, Anales Inst. Biol. Univ. Nac. México 26: 70 (1955). México (Guerrero).
- Tradescantia monosperma Brandegee, Zoe 5: 245 (1908). México (Puebla, Oaxaca).
- Tradescantia nuevoleonensis Matuda, Anales Inst. Biol. Univ. Nac. México 26: 72 (1955). Noreste México.
- Tradescantia occidentalis (Britton) Smyth, Trans. Kansas Acad. Sci. 16: 163 (1899). Sur de Manitoba a centro y noreste de Estados Unidos, México (Sonora). 
  - Tradescantia occidentalis var. melanthera MacRoberts, Phytologia 37: 451 (1977). Oklahoma a Luisiana.
  - Tradescantia occidentalis var. occidentalis. Sur de Manitoba a centro y noreste de Estados Unidos, México (Sonora).
  - Tradescantia occidentalis var. scopulorum (Rose) E.S.Anderson & Woods., Contr. Arnold Arbor. 9: 106 (1935). Oeste de  Estados Unidos.
- Tradescantia ohiensis Raf., Précis Découv. Somiol.: 45 (1814). Ontario a centro y este de  Estados Unidos
- Tradescantia orchidophylla Rose & Hemsl., Hooker's Icon. Pl. 26: t. 2522 (1897). Sudoeste de México.
- Tradescantia ozarkana E.S.Anderson & Woodson, Contr. Arnold Arbor. 9: 56 (1935). Este de Estados Unidos
- Tradescantia pallida (Rose) D.R.Hunt, Kew Bull. 30: 452 (1975). México.
- Tradescantia pedicellata Celarier, Field & Lab. 24: 6 (1956). Centro de Texas.
- Tradescantia peninsularis Brandegee, Zoe 5: 173 (1903). México (Baja California Sur).
- Tradescantia petiolaris M.E.Jones, Contr. U. S. Natl. Herb. 12: 80 (1908). México (Chihuahua).
- Tradescantia petricola J.R.Grant, Novon 10: 121 (2000). Costa Rica a  Venezuela.
- Tradescantia pinetorum Greene, Erythea 1: 247 (1893). Arizona a Nuevo  México y  norte de México.
- Tradescantia plusiantha Standl., Publ. Field Mus. Nat. Hist., Bot. Ser. 22: 6 (1940). México (Oaxaca, Chiapas).
- Tradescantia poelliae D.R.Hunt, Bot. J. Linn. Soc. 83: 138 (1981). Sur de México a  América Central.
- Tradescantia pygmaea D.R.Hunt, Kew Bull. 30: 454 (1975). México (Durango).
- Tradescantia reverchonii Bush, Trans. Acad. Sci. St. Louis 14: 190 (1902). Este de Texas a Arkansas.
- Tradescantia roseolens Small, Bull. Torrey Bot. Club 51: 379 (1924). Sudeste de  Estados Unidos
- Tradescantia rozynskii Matuda, Bol. Soc. Bot. México 18: 2 (1955). México (Tamaulipas, San Luis Potosí).
- Tradescantia schippii D.R.Hunt, Kew Bull. 38: 132 (1983). Sudeste de  México a  Colombia.
- Tradescantia sillamontana Matuda, Bol. Soc. Bot. México 18: 1 (1955). México (Nuevo León).
- Tradescantia soconuscana Matuda, Anales Inst. Biol. Univ. Nac. México 26: 73 (1955). Sur de México a Centroamérica.
- Tradescantia spathacea Sw., Prodr.: 57 (1788). Sudeste de  México a Guatemala. Ampliamente introducida en varias partes del mundo.
- Tradescantia standleyi Steyerm., Publ. Field Mus. Nat. Hist., Bot. Ser. 23: 37 (1944). Guatemala.
- Tradescantia stenophylla Brandegee, Univ. Calif. Publ. Bot. 3: 377 (1909). México (Puebla).
- Tradescantia subacaulis Bush, Trans. Acad. Sci. St. Louis 14: 185 (1902). Centro y este de Texas.
- Tradescantia subaspera Ker Gawl., Bot. Mag. 38: t. 1597 (1813). Estados Unidos. 
  - Tradescantia subaspera var. montana (Shuttlew. ex Small & Vail) E.S.Anderson & Woods., Contr. Arnold Arbor. 9: 52 (1935).
  - Tradescantia subaspera var. subaspera. Este y noreste de  Estados Unidos
- Tradescantia tepoxtlana Matuda, Anales Inst. Biol. Univ. Nac. México 26: 415 (1956). México (San Luis Potosí a Oaxaca).
- Tradescantia tharpii E.S.Anderson & Woodson, Contr. Arnold Arbor. 9: 70 (1935). Norte y centro de Estados Unidos
- Tradescantia umbraculifera Hand.-Mazz., Denkschr. Kaiserl. Akad. Wiss., Wien. Math.-Naturwiss. Kl. 79: 204 (1908). Sudeste de  Brasil.
- Tradescantia valida G.Brückn., Notizbl. Bot. Gart. Berlin-Dahlem 11: 510 (1932). Brasil a Bolivia. 83 BOL 84+.
- Tradescantia velutina Kunth & C.D.Bouché, Index Seminum (B) 1848: 12 (1848). Centroamérica.
- Tradescantia virginiana L., Sp. Pl.: 288 (1753). Ontario a este de  Estados Unidos
- Tradescantia wrightii Rose & Bush, Trans. Acad. Sci. St. Louis 14: 188 (1902). Nuevo México a sudoeste de Texas y  México (Chihuahua, Coahuila).
- Tradescantia zanonia (L.) Sw., Prodr.: 57 (1788). México a  América tropical.
- Tradescantia zebrina Bosse, Vollst. Handb. Blumengart. 4: 655 (1849). México a Colombia. Ampliamente introducida en varias partes del mundo.
  - Tradescantia zebrina var. flocculosa (G.Brückn.) D.R.Hunt, Kew Bull. 41: 406 (1986). Sudeste de  México a Honduras.
  - Tradescantia zebrina var. mollipila D.R.Hunt, Kew Bull. 41: 406 (1986). Sudeste de  México.
  - Tradescantia zebrina var. zebrina. México a Colombia. Ampliamente introducida en varias partes del mundo.

## Especies amenazadas
Tradescantia occidentalis está en la lista de especies amenazadas en Canadá, donde las poblaciones norteñas se hallan en pocos sitios en el sur de Saskatchewan, Manitoba, Alberta; es más común en el sur de Estados Unidos: Texas, Arizona.

## Importancia económica y usos

### Cultivo
Las tradescantias tienen variadas aplicaciones ornamentales. Algunas de ellas se utilizan como plantas cobertoras del terreno, por su facilidad de enraizar en los nudos, o como plantas de interior en macetas o cestos colgantes. Son plantas bastante resistentes que se adaptan bien a diversas situaciones de clima, ambiente y suelo. Las tradescantias son plantas que necesitan mucha luz, no soportan los lugares sombríos. Cultivadas en condiciones de poca iluminación desarrollan excesivamente los tallos, las hojas tienden a perder su coloración o variegado en el caso de que la presenten. Las condiciones de sol directo tampoco son buenas ya que las hojas tienden a decolorarse. Al ser plantas de regiones tropicales o subtropicales necesitan una temperatura superior a los 10 °C, por lo que en invierno es necesario cultivarlas en interiores. La humedad del substrato también es importante, necesitan tener condiciones de buena humedad pero sin anegamiento. Se multiplican por esquejes o por división de las matas hacia principios de la primavera.

### Bioindicadores

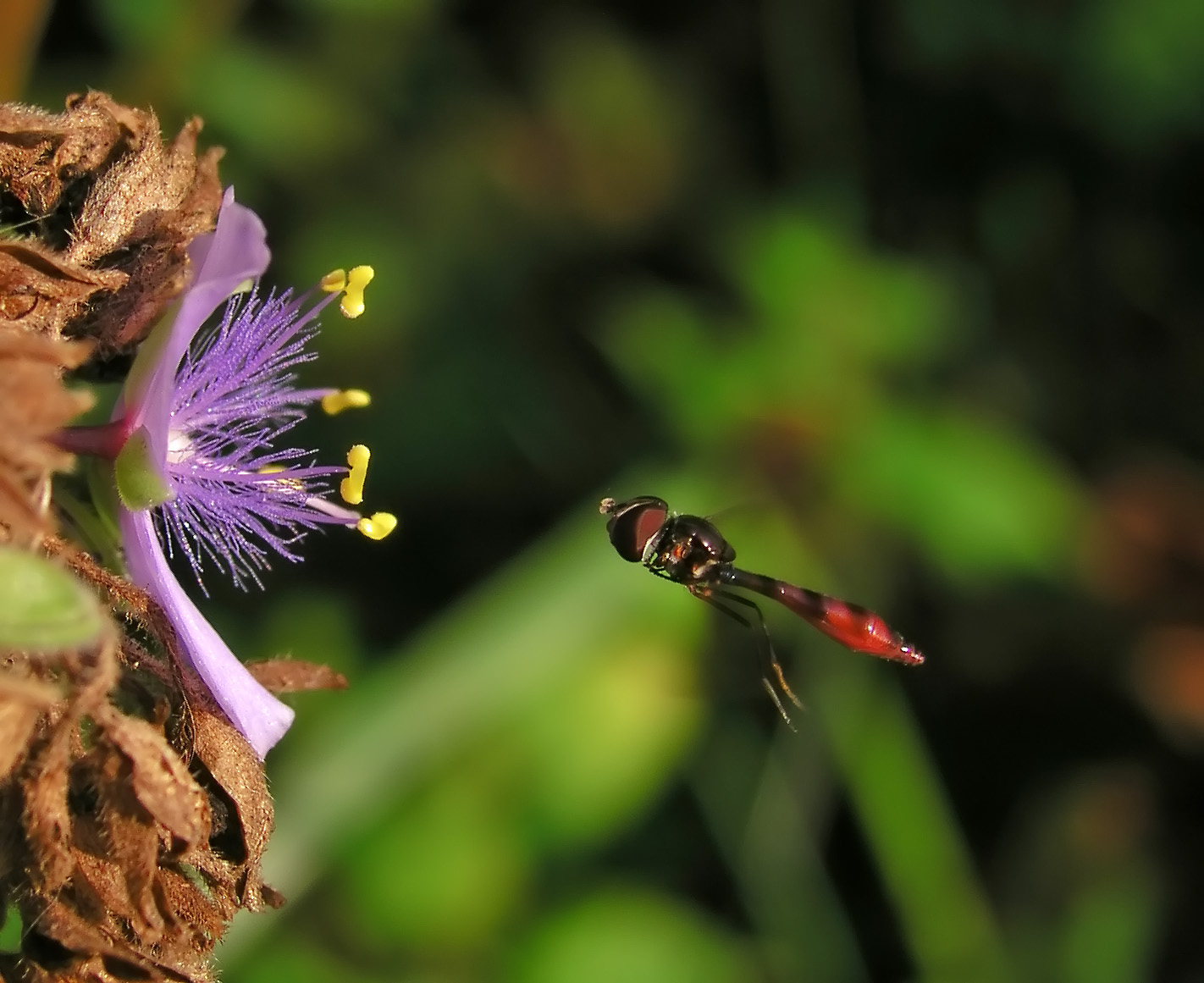
Un insecto polinizador cerca de una flor de Tradescantia × andersoniana. Obsérvense los pelos estaminales de color azul.

Las sustancias mutagénicas son susceptibles de modificar el ADN que constituye los cromosomas. Son emitidas por los automóviles y la industria: benceno, dioxinas, metales pesados, entre otros. Las tradescantias se utilizan para detectar los efectos mutagénicos de los contaminantes atmosféricos. Con este fin, se exponen al medio ambiente inflorescencias de esta planta durante 30 horas. La contaminación produce un aumento en la generación de micronúcleos (alteraciones del ADN observables con un microscopio) en las células madre de los granos de polen.
Otro método consiste en utilizar el cambio en la coloración en los pelos estaminales de ciertas especies de Tradescantia como indicadores de la presencia de radiación gamma. Así, las células de tales pelos cambian su color de azul a rosado o blanco debido a las mutaciones ocasionadas por la radiación en los genes responsables del color. Constituye uno de los pocos tejidos conocidos para monitorear eficazmente los niveles de radiación en el ambiente.

### Malezas
Algunas de las especies de tradescantia, en particular T. fluminensis, se han convertido en malezas de cultivos o de áreas forestales debido a su capacidad de propagarse muy rápidamente.
 En el caso de las áreas boscosas, T. fluminensis cubre densamente el suelo una vez establecida por lo que impide la regeneración de las especies nativas.  Se la controla, básicamente, mediante la aplicación de herbicidas, si bien en algunos países se están explorando medidas de control biológico.

## Nombres comunes
Las especies del género reciben distintos nombres comunes de acuerdo al país o región de donde son originarias, tales como "traperaba" y "tronco brasil", "cordobán", "flotilla", "sangrinaria", "yerba de boca", "cañutillo", "coítre", "cojitre", "pajilla", "pitillo", "matalí", "palo pollo", "nudillo", "siempreviva", "sueldaconsuelda", "flor de Santa Lucía" y "panameña". Algunos de esos nombres hacen referencia a la gran capacidad de dispersión o invasividad de estas especies, las cuales pueden cubrir una gran superficie de terreno en poco tiempo. Por esa razón se las llama "amor de hombre" o "judío errante".  Esta última denominación hace referencia a un mito de la tradición cristiana, el del judío errante. La leyenda relata que un personaje judío (su caracterización concreta varía según las versiones) insultó a Jesús durante el camino hacia la Crucifixión, por lo que este lo condenó a "errar hasta su retorno".  El nombre de "flor de Santa Lucía" hace referencia a un uso medicinal de algunas de estas especies. El jugo de la planta se usa como colirio para descongestionar los ojos, de ahí procede ese nombre que invoca al de la santa protectora de la vista. 
Sus flores son conocidas en algunos países como "oreja de gato", debido a la pilosidad de sus estambres. No obstante, el nombre más generalizado, tanto en los países originales como en aquellos en los que se la cultiva como planta ornamental es, simplemente, "tradescantia".